# Stylogyne lateriflora
Stylogyne lateriflora là một loài thực vật có hoa trong họ Anh thảo. Loài này được (Sw.) Mez miêu tả khoa học đầu tiên năm 1901.